# 電視全覽
《電視全覽》（Télérama）是一本法國週刊。它发行性质是電視週刊，但它的內容其實更像是一本文化週刊。

| 雜誌名稱 | 國籍 | 語文 | 內容                                             | 出刊週期 | 發行量             | 創刊年份 | 編輯部 | ISSN      |  |
| -------- | ---- | ---- | ------------------------------------------------ | -------- | ------------------ | -------- | ------ | --------- |  |
| 電視全覽 | 法國 | 法文 | 電影、書評、劇場、藝評、樂評、電視及廣播節目介紹 | 週刊     | 65萬份至70萬份左右 | 1947     | 巴黎   | 1151 2083 |  |

## 創刊簡史
1947年2月2日《廣播娛樂》（Radio-Loisirs）創刊，社長是 Avril 神父跟 Pichard 神父，編輯群有 Jean-Guy Moreau、Maurice Lorton、Yves Coste。

1947年對法國新聞業是很悽慘的一年，由於印刷廠不斷罷工，很多報社收拾起來不再辦報。《廣播娛樂》在印刷廠罷工跟印刷紙短缺的壓力下，只出了二十四期，最後一期是1947年8月3日至8月9日。

《廣播娛樂》的關鍵人物喬治·蒙塔宏（Georges Montaron）在1949年年底，和《天主教生活》（La Vie catholique）、Cerf 出版社的創辦人艾拉·梭華赳（Ella Sauvageot）達成協議，決定繼續辦《廣播娛樂》。1950年2月簽訂合約，新的雜誌取名為《廣播電影》(Radio-Cinéma）。《廣播電影》沿用《廣播娛樂》的訂戶名單，並且在 Cerf 出版社編輯新雜誌。後來才搬到巴黎第七區的 Saint Dominique 路。

五年後，《廣播電影》的印刷量達到7萬5千份。1960年10月2日第559期已更名為《廣播電影電視》（Radio-Cinéma-Télévision），但是又很快地變成《電視廣播電影》（Télévision-Radio-Cinéma），最終變成《電視全覽》（Télérama)（先取 télévision，然後 radio，然後 cinéma）

目前的《電視全覽》編輯部位在巴黎第八區的 Naples 路。《天主教生活》是一份成功的雜誌，但是自2003年以來它和《世界報》（Le Monde）合併成為一個出版集團稱為「生活世界」（La Vie-Le Monde）。換言之，《電視全覽》已經是屬於《世界報》集團的出版品。

2007年《電視全覽》編輯部搬到巴黎第十三區。

## 內容
《電視全覽》從封面開始算起，依順序分為以下單元：

- 說出來比較爽快，Ça va mieux en le disant，刊登讀者來信（或電子郵件），多半引人深省，但也常有極幽默短評。在右邊放的是社論，通常是總編輯撰稿，但有時也只以「編輯部」署名。
- 專題，Dossier，每週一個專題，通常是關於法國或全世界有關文化的議題，會有好幾頁以上。
- 時代痕跡，Signe du temps，四、五篇比較短的文章，談社會現象，但還是比較偏向文化層面。
- 電影，Cinéma，每一週要上映的新片的影評；如果遇到惡意片商不邀請《電視全覽》記者看媒體試片，《電視全覽》還是會在下一個禮拜補上他們的影評。換言之，只要有片上映，一定會有他們的影評。通常會在影評前面放一些專題報導，例如人物專訪等等。
- 書評，Livres，比較有話題的新書，都會有他們的書評。在書評前面也會放一些專題，例如焦點作家的介紹或專訪。
- 劇場，Théâtre，評論最值得談論的舞台劇劇目。
- 藝評，Arts，評論最值得談論的正在舉辦的畫展，偶爾介紹現代畫的畫家。
- 樂評，Musique，評論剛發的 CD，各種樂風都有。因為音樂產品繁多，《電視全覽》的選擇被視為「非常值得注意」，但同時也意謂有點冷門、知名度不高。
- 電視，Télévision，先介紹本週最值得注意的節目，然後才是每一天每一個頻道的時刻表。通常重要的電視節目會有短評，電視上播映的電影則是用一年前、兩年前、多年前的刪節版影評。
- 廣播，Radio，所有廣播節目的時刻表，每天特別抓出一個節目作特別的介紹。通常都跟文化議題有關。
- 人才，Talents，徵才專欄，通常是各公家機關、文化機構徵人啟事；也就是求職欄的意思，但絕無低級廣告。
- 遊戲，Jeux，只有填字遊戲，沒有星座運勢。

2006年9月30日至10月6日第2959期（封面是 Meryl Streep）改版，內容沒有太大變化，但排版更緊，視覺上不夠以往清爽。封面字體變得像《經濟學人》，比以往的字體要更小。

## 重要人士
參與《電視全覽》撰稿的人，有些已經是法國非常權威的影評人，例如 Jacques Siclier、Patrick Brion（在法國國家電視台排片）、Jean-Luc Douin（現為《世界報》記者）、Emmanuel Carrère（現為編劇、導演）、Pierre Murat、Jacques Morice、François Gorin、Louis Guichard、Frédéric Strauss、Aurélien Ferenczi、Cécile Mury，Olivier Cena 專門寫藝評，Michel Contat 專門寫爵士樂（以前尚-保羅·沙特的密友之一）。

## 印刷量跟發行量
| 年份   | 2001    | 2002    | 2003    | 2004    | 2005    |
| ------ | ------- | ------- | ------- | ------- | ------- |
| 印刷量 | 746 778 | 749 200 | 744 846 | 730 584 | 722 554 |
| 發行量 | 673 691 | 664 008 | 664 647 | 658 153 | 654 251 |

## 外部連結
- 《電視全覽》官網 （页面存档备份，存于）